# Manpreet Singh
Manpreet Singh, född den 26 juni 1992, är en indisk landhockeyspelare.

## Karriär
Manpreet Singh ingick i det indiska landhockeylag som tog brons vid OS 2020 och vid OS 2024.